# Cabo Verde (Willemstad)
Cabo Verde – osada (buurt)  w dzielnicy Stenen Koraal miasta Willemstad, w dystrykcie Willemstad, w kraju autonomicznym Curaçao, należącym do Holandii, w Ameryce Południowej. 20 października 2023 r. liczyła 813 mieszkańców.  